# Porius
Porius Thorell, 1892 è un genere di ragni appartenente alla famiglia Salticidae.

## Distribuzione
Le due specie oggi note di questo genere sono diffuse in Nuova Guinea.

## Tassonomia
A dicembre 2010, si compone di due specie:
- Porius decempunctatus (Szombathy, 1915) — Nuova Guinea
- Porius papuanus (Thorell, 1881)[2] — Nuova Guinea